# The Witch Queen of New Orleans
"The Witch Queen of New Orleans" is een nummer van de Amerikaans-Indiaanse band Redbone. Het verscheen op hun album Message from a Drum uit 1971. Dat jaar werd het uitgebracht als de eerste single van het album.

## Achtergrond
"The Witch Queen of New Orleans" is geschreven en geproduceerd door groepsleden Lolly en Pat Vegas. Het nummer kent invloeden uit de New Orleans rhythm-and-blues en swamppop. Het gaat over Marie Laveau, een Creoolse voodoopriesteres die in de negentiende eeuw actief was in New Orleans. In de tekst wordt met "Marie la Voodoo veau" naar haar verwezen.
"The Witch Queen of New Orleans" werd een wereldwijde hit. In de Amerikaanse Billboard Hot 100 kwam de single tot plaats 21, terwijl deze in de Britse UK Singles Chart op de tweede plaats piekte, achter "Maggie May" van Rod Stewart. In een voorloper van de Vlaamse Ultratop 50 werd het een nummer 1-hit, en in Nederland piekte het respectievelijk als zevende en vijfde in de Top 40 en de Daverende Dertig. Daarnaast bereikte het ook in Ierland, Noorwegen en België (Wallonië) de top 10.

## Hitnoteringen

### Nederlandse Top 40
| Hitnotering: 23-10-1971 t/m 22-01-1972 | Hitnotering: 23-10-1971 t/m 22-01-1972 | Hitnotering: 23-10-1971 t/m 22-01-1972 | Hitnotering: 23-10-1971 t/m 22-01-1972 | Hitnotering: 23-10-1971 t/m 22-01-1972 | Hitnotering: 23-10-1971 t/m 22-01-1972 | Hitnotering: 23-10-1971 t/m 22-01-1972 | Hitnotering: 23-10-1971 t/m 22-01-1972 | Hitnotering: 23-10-1971 t/m 22-01-1972 | Hitnotering: 23-10-1971 t/m 22-01-1972 | Hitnotering: 23-10-1971 t/m 22-01-1972 | Hitnotering: 23-10-1971 t/m 22-01-1972 | Hitnotering: 23-10-1971 t/m 22-01-1972 | Hitnotering: 23-10-1971 t/m 22-01-1972 | Hitnotering: 23-10-1971 t/m 22-01-1972 | Hitnotering: 23-10-1971 t/m 22-01-1972 |
| Week                                   | 1                                      | 2                                      | 3                                      | 4                                      | 5                                      | 6                                      | 7                                      | 8                                      | 9                                      | 10                                     | 11                                     | 12                                     | 13                                     | 14                                     |                                        |
| -------------------------------------- | -------------------------------------- | -------------------------------------- | -------------------------------------- | -------------------------------------- | -------------------------------------- | -------------------------------------- | -------------------------------------- | -------------------------------------- | -------------------------------------- | -------------------------------------- | -------------------------------------- | -------------------------------------- | -------------------------------------- | -------------------------------------- | -------------------------------------- |
| Nummer                                 | 20                                     | 11                                     | 7                                      | 8                                      | 11                                     | 15                                     | 13                                     | 14                                     | 15                                     | 19                                     | 26                                     | 29                                     | 33                                     | 37                                     | uit                                    |

### Daverende Dertig
| Hitnotering: 23-10-1971 t/m 15-01-1972 | Hitnotering: 23-10-1971 t/m 15-01-1972 | Hitnotering: 23-10-1971 t/m 15-01-1972 | Hitnotering: 23-10-1971 t/m 15-01-1972 | Hitnotering: 23-10-1971 t/m 15-01-1972 | Hitnotering: 23-10-1971 t/m 15-01-1972 | Hitnotering: 23-10-1971 t/m 15-01-1972 | Hitnotering: 23-10-1971 t/m 15-01-1972 | Hitnotering: 23-10-1971 t/m 15-01-1972 | Hitnotering: 23-10-1971 t/m 15-01-1972 | Hitnotering: 23-10-1971 t/m 15-01-1972 | Hitnotering: 23-10-1971 t/m 15-01-1972 | Hitnotering: 23-10-1971 t/m 15-01-1972 | Hitnotering: 23-10-1971 t/m 15-01-1972 | Hitnotering: 23-10-1971 t/m 15-01-1972 |
| Week                                   | 1                                      | 2                                      | 3                                      | 4                                      | 5                                      | 6                                      | 7                                      | 8                                      | 9                                      | 10                                     | 11                                     | 12                                     | 13                                     |                                        |
| -------------------------------------- | -------------------------------------- | -------------------------------------- | -------------------------------------- | -------------------------------------- | -------------------------------------- | -------------------------------------- | -------------------------------------- | -------------------------------------- | -------------------------------------- | -------------------------------------- | -------------------------------------- | -------------------------------------- | -------------------------------------- | -------------------------------------- |
| Nummer                                 | 24                                     | 11                                     | 7                                      | 5                                      | 8                                      | 8                                      | 11                                     | 14                                     | 14                                     | 15                                     | 19                                     | 21                                     | 28                                     | uit                                    |

### NPO Radio 2 Top 2000
| Nummer met noteringen in de NPO Radio 2 Top 2000 | '99  | '00 | '01  | '02  | '03  | '04  | '05  |
| ------------------------------------------------ | ---- | --- | ---- | ---- | ---- | ---- | ---- |
| The Witch Queen of New Orleans                   | 1827 | -   | 1712 | 1793 | 1915 | 1906 | 1725 |

1. ↑  Een '-' betekent dat het nummer niet was genoteerd en een vetgedrukt getal geeft de hoogste notering aan.
2. ↑  Deze tabel is bijgewerkt tot en met de laatste editie (2024).